# Alyssum damascenum
Alyssum damascenum är en korsblommig växtart som beskrevs av Pierre Edmond Boissier och Charles Gaillardot. Alyssum damascenum ingår i släktet stenörter, och familjen korsblommiga växter. Inga underarter finns listade i Catalogue of Life.